# West Union (Ohio)
West Union é uma vila localizada no estado norte-americano de Ohio, no Condado de Adams.

## Demografia
Segundo o censo norte-americano de 2000, a sua população era de 2903 habitantes.
Em 2006, foi estimada uma população de 3118, um aumento de 215 (7.4%).

## Geografia
De acordo com o United States Census Bureau tem uma área de
6,7 km², dos quais 6,7 km² cobertos por terra e 0,0 km² cobertos por água. West Union localiza-se a aproximadamente 290 m acima do nível do mar.

## Localidades na vizinhança
O diagrama seguinte representa as localidades num raio de 20 km ao redor de West Union.